# The Green Scarf
The Green Scarf é um filme de mistério produzido no Reino Unido, dirigido por George More O'Ferrall e lançado em 1954.